# Milk (노래)
‘Milk’는 잉글랜드의 록 밴드 The 1975의 노래이다. 원래는 2012년에 발매한 익스텐디드 플레이 “Sex”에 히든 트랙으로 있었으나, 2017년 10월 6일 공식적으로 발매되었다.

## 배경
‘Milk’는 원래 2012년에 발매한 익스텐디드 플레이 “Sex”에 수록되어 있었으며, 이듬해 발매한 EP “IV”의 아메리칸 에디션에도 수록되어 있었다. 또한 첫 정규 음반의 디럭스 에디션에도 포함되어 있었다.

## 작곡
‘Milk’는 내림나장조이며, bpm은 143이다.